# FIFI Wild Cup
La FIFI Wild Cup fue un torneo internacional de fútbol organizado por la Federación Internacional de Fútbol Independiente (FIFI) en 2006, una asociación formada por selecciones nacionales no reconocidas por FIFA.

## FIFI Wild Cup 2006
El torneo se disputó en el año 2006 en el barrio de St. Pauli, Hamburgo, Alemania. Para llevarlo a cabo, el organizador Jorg Pommeranz dijo que FIFI tuvo que luchar contra pesos pesados como FIFA y la embajada china en Alemania. Las autoridades chinas les enviaron una carta exigiéndoles que anularan la invitación al Tíbet, pero FIFI se negó a dicha petición y entonces FIFA declaró que tenía capacidad para cancelar estos partidos. FIFI se defendió, pero esto requirió un trabajo extra para conseguir los visados de los jugadores turcochipriotas para que entraran en Alemania.

### Equipos participantes
- Gibraltar (territorio Británico de Ultramar, admitido recientemente en la UEFA y la FIFA)
- Groenlandia (país autónomo del Reino de Dinamarca)
- República de Sant. Pauli (nombre ficticio para el  equipo anfitrión, formado por jugadores no profesionales de las secciones del FC St. Pauli)
- República Turca del Norte de Chipre (Un estado no reconocido bajo el control de la Federación turca de fútbol de Chipre.)
- Tíbet (región autónoma de China)
- Zanzíbar (estado dependiente de Tanzania, miembro asociado de la CAF.)

## Palmarés
| Año          | Sede     | Campeón          | Final Resultado | Subcampeón | Tercer lugar | Resultado | Cuarto lugar |
| ------------ | -------- | ---------------- | --------------- | ---------- | ------------ | --------- | ------------ |
| 2006 Detalle | Hamburgo | Chipre del Norte | 0:0 (pen. 4-1)  | Zanzíbar   | Gibraltar    | 2:1       | St Pauli     |

## Títulos por equipo
| Equipo           | Campeón  | Subcampeón | Tercer lugar | Cuarto lugar |
| ---------------- | -------- | ---------- | ------------ | ------------ |
| Chipre del Norte | 1 (2006) |            |              |              |
| Zanzíbar         |          | 1 (2006)   |              |              |
| Gibraltar        |          |            | 1 (2006)     |              |
| St Pauli         |          |            |              | 1 (2006)     |